# Борисово (Чагодощенский район)
Борисово — посёлок в Чагодощенском районе Вологодской области. Административный центр Борисовского сельского поселения.
С точки зрения административно-территориального деления — центр Борисовского сельсовета.
Посёлок был построен в 1930-х годах на узкоколейной железной дороге торфопредприятия «Дедово Поле». Железная дорога была разобрана в 2008 году.
Расстояние по автодороге до районного центра Чагоды — 16 км. Ближайший населённый пункт — Бараново.
По переписи 2002 года население — 515 человек (226 мужчин, 289 женщин). Преобладающая национальность — русские (97 %).

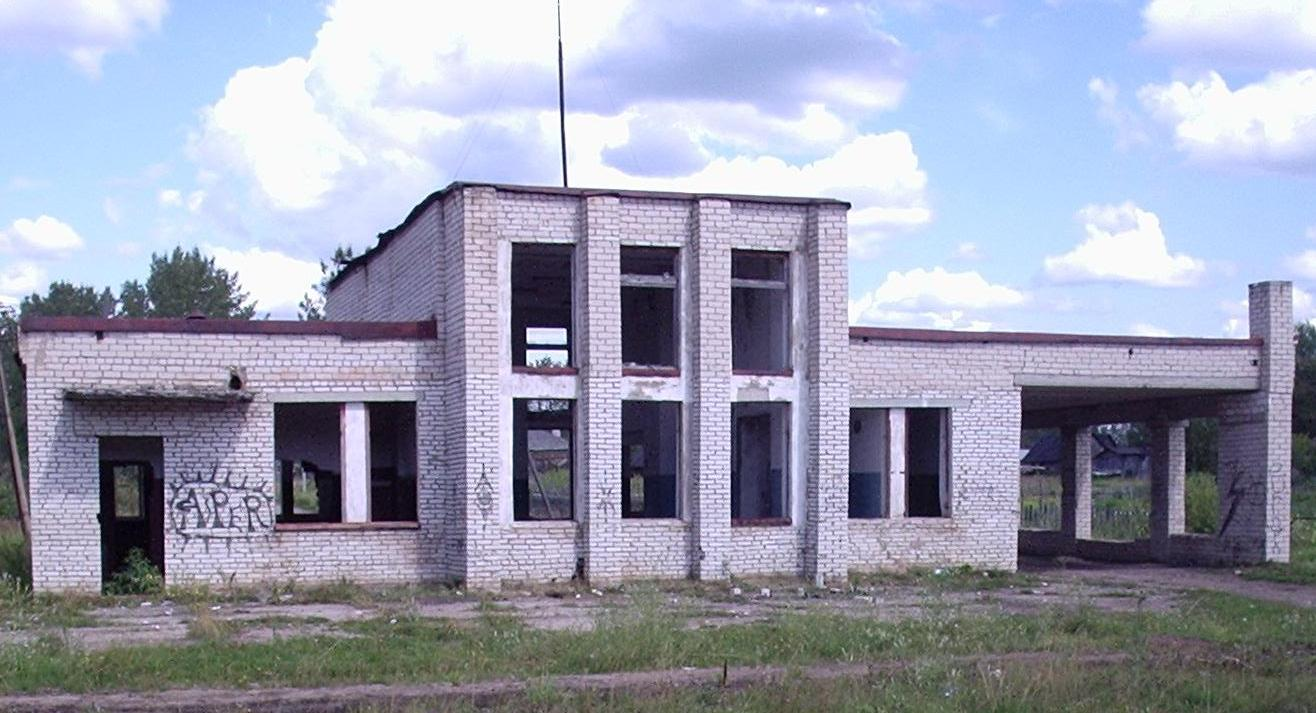
Заброшенный вокзал на станции Борисово
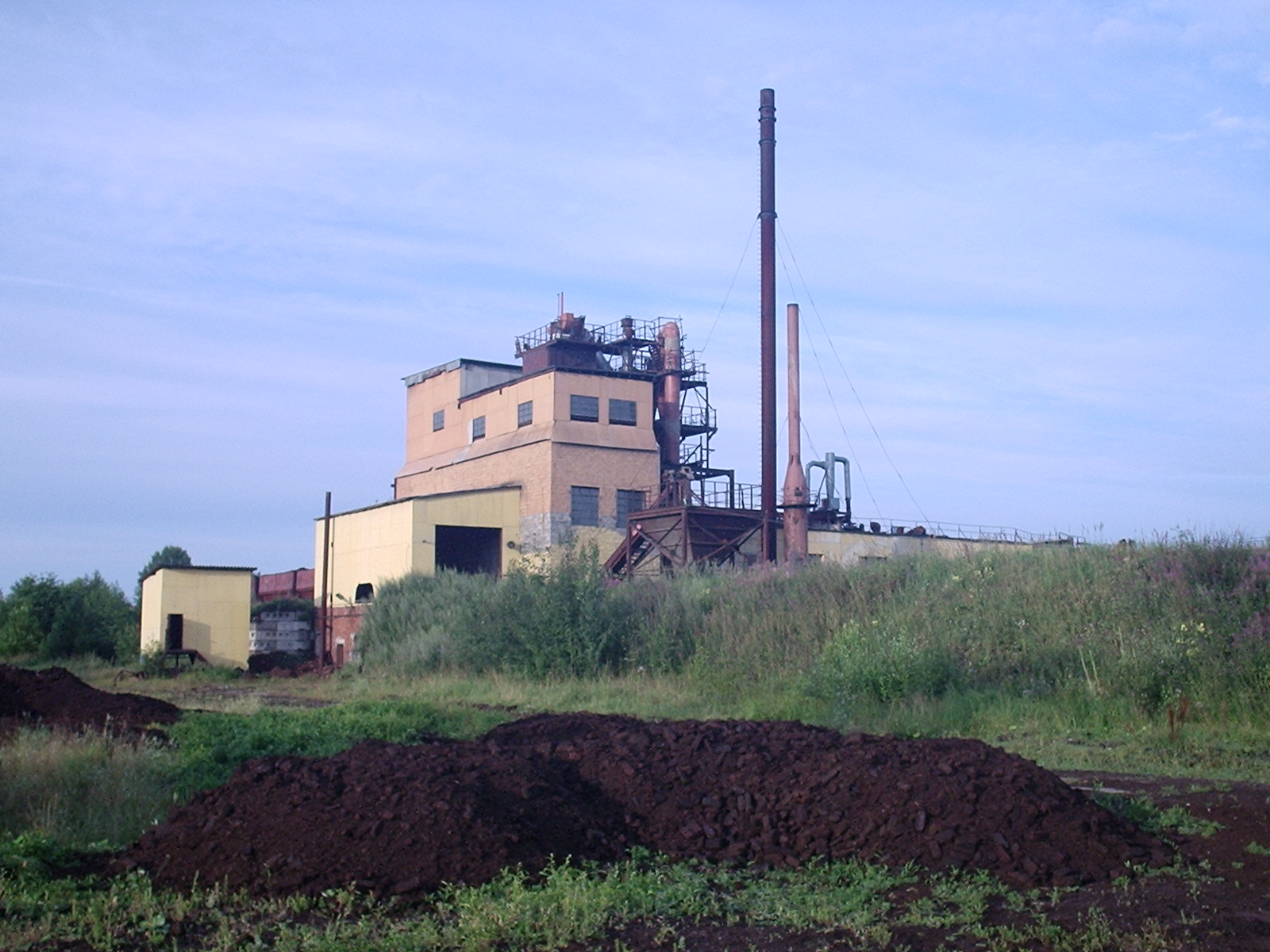
Торфорбрикетный завод